# Edifici al carrer Anselm Clavé, 29 (Valls)
L'Edifici al carrer Anselm Clavé, 29 és una casa noucentista de Valls (Alt Camp) inclosa a l'Inventari del Patrimoni Arquitectònic de Catalunya.

## Descripció
Edifici de quatre plantes i dues obertures per planta. Als baixos hi ha uns muntants de fusta envernissada que determinen un arc de mig put en les corresponents llindes.
A l'entresòl hi ha uns balcons de molt poca volada, una barana de ferro i les portes tenen "llibret". A tot el conjunt de baixos i entresòl l'envolta uns muntants i arc de mig punt de pedra, que a l'alçada del capitell hi ha una cornisa petita.
Les plantes segona i tercera tenen un acabament d'obra vista. Les dues portes balconeres del segon pis tenen un balcó corregut. En canvi, les de la tercera planta són individuals. Aquestes quatre obertures tenen muntants i llinda d'arc de mig punt pràcticament iguals.
La façana està rematada per un mur que té tres pilastres que determinen quinze balustrades en els dos trams existents.